# J. C. Christensen
Jens Christian Christensen (Påbøl, 21 novembre 1856 – Ringkøbing, 19 dicembre 1930) è stato un politico danese, Presidente del Consiglio della Danimarca dal 14 gennaio 1905 al 12 ottobre 1908.

## Biografia
Nato nello Jutland da una famiglia di agricoltori aderisce sin da giovane al partito liberale e nel 1895 fonda il  partito riformista Venstre.
Come Presidente del Consiglio introdusse il suffragio femminile nelle elezioni amministrative.
Nel 1908 a seguito di uno scandalo fu costretto a dimettersi ma tornò al governo come Ministro della Difesa nel 1909.